# Tam giáo

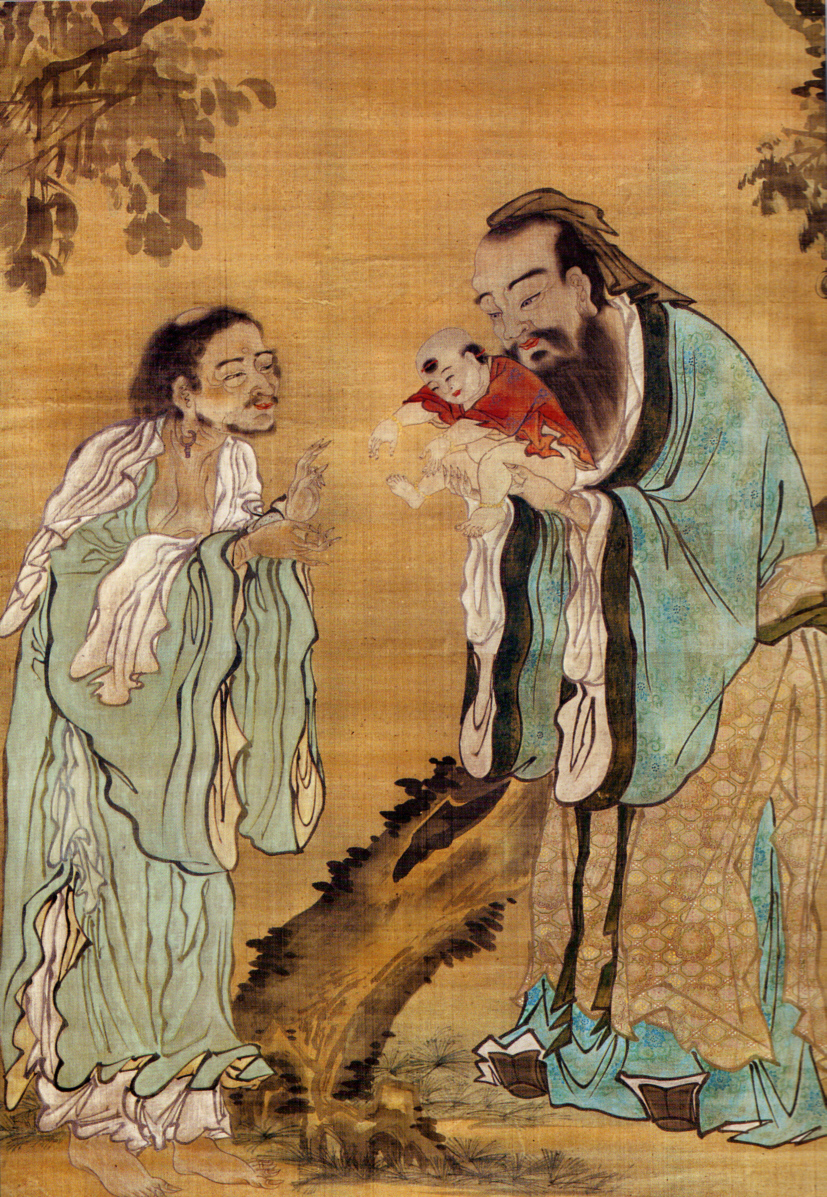
Bức tranh Khổng Tử và Phật Đà, được vẽ vào thời nhà Thanh

Tam giáo (三教) chỉ đến ba truyền thống, trường phái tôn giáo và triết học có những ảnh hưởng rất lớn mạnh trong các nước chịu ảnh hưởng mạnh mẽ của nền tảng văn hóa Trung Quốc như Trung Quốc bản thổ của Trung Quốc, Đài Loan (Trung Hoa Dân Quốc), Việt Nam, Triều Tiên và Nhật Bản. Tam giáo cũng được truyền bá rất là sâu sắc và phổ biến ra bên ngoài như là một đặc trưng của văn hóa và triết học phương Đông. Tam giáo gồm có:
- Nho giáo: còn gọi là đạo Khổng ở Trung Quốc
- Phật giáo ở Ấn Độ (Thiên Trúc)
- Lão giáo: còn gọi là Đạo giáo ở Trung Quốc

Tại Việt Nam, cả 3 trường phái tôn giáo nói trên cùng tồn tại, tương tác và ảnh hưởng lẫn nhau tạo nên sự cộng hưởng tín ngưỡng lên văn hóa Việt Nam hiện đại. Công trình nghiên cứu về hiện tượng cộng tính văn hóa của Tam Giáo ở Việt Nam là nghiên cứu đầu tiên trên thế giới về khái niệm cộng tính văn hóa, đây cũng là một trong 3 nghiên cứu khoa học xã hội và nhân văn nổi bật của Việt Nam.
Một nghiên cứu song sinh, có liên quan mật thiết tới hệ thống Tam giáo, cũng như "cộng tính văn hóa" (cultural additivity), được xuất bản năm 2020 cũng góp phần chỉ ra ảnh hưởng lan truyền văn hóa xuyên thế hệ, có nhiều khả năng tác động lên cả nhận thức, quan niệm cũng như hành vi (bạo lực, nói dối). Trong lĩnh vực quản trị, nghiên cứu từ ĐH Khoa học và Công nghệ Thượng Hải xuất bản năm 2021, cũng sử dụng trực tiếp "Cộng tính văn hóa" trong việc tìm kiếm ảnh hưởng hệ thức xã hội Tam giáo như Trung Quốc lên hành vi và quy tắc chia sẻ quyền lực, và tác động tới vận hành của các doanh nghiệp niêm yết tại Trung Quốc.
Bên cạnh đó, một số học giả dựa trên hệ thống tư tưởng Tam giáo, và hiện tượng "cộng tính văn hóa" còn phát hiện ra tác động lên hành vi phản ứng đương đại cả của cư dân lẫn chính sách, cụ thể trong ứng phó đại dịch COVID-19, chẳng hạn như Small và Blanc, của Đại học New York, năm 2021 trên ấn phẩm Frontiers in Psychiatry, có nhan đề "Sức khỏe tinh thần trong đại dịch COVID-19: Tam giáo và phản ứng của Việt Nam".

Một nghiên cứu của các tác giả University of South Australia, Adelaide, Úc, về những người hoạt động công tác xã hội và vấn đề tính dục thiểu số cho thấy ảnh hưởng trực tiếp liên quan Tam giáo và cộng tính văn hóa thông qua tác động triết lý và ý thức hệ, đăng trên ấn phẩm Qualitative Social Work năm 2021.
Đặc biệt đáng lưu ý, trong một nghiên cứu xuất bản năm 2021, học giả kỳ cựu và có ảnh hưởng lớn của Nhật Bản trong hệ thống quản trị tri thức là Noboru Konno đã sử dụng ý niệm "Cộng tính văn hóa" của hệ thống Tam giáo trong khi xem xét vị trí và ảnh hưởng "vốn tri thức" trong Xã hội 5.0 tương lai.